# Tomás Pavón
Tomás Pavón (né le 16 février 1893 et décédé le 2 juillet 1952 à Séville) est un chanteur gitan de flamenco. Frère cadet d'Arturo Pavón Cruz et de Pastora Pavón, il appartient à l'une des grandes familles du chant. Il est l'un des plus grands chanteurs de tous les temps.

## Biographie
Sur le plan stylistique, il se distingue par sa maîtrise des genres de Triana, qu'il a développés. L'un d'entre eux est la debla, qui est pratiquement tombée dans l'oubli. Tomás Pavón laisse une discographie peu étendue. Polyvalent, il est l'un des artistes reconnus dans presque tous les styles du flamenco : les seguirillas, les bulerías, les soleares, les martinetes, les sonás ou les saetas, chantant tout avec une maîtrise particulière, enrichissant ses chants d'une telle personnalité que beaucoup d'entre eux sont passés à l'histoire sous le nom de Los cantes de Tomás Pavón.
En 2020, l'intégralité de ses enregistrements est publiée.